# Friedrich Seegy
Friedrich Seegy (* 2. April 1909 in Nürnberg; † 25. Februar 1990 ebenda) war ein deutscher Architekt und Baubeamter.

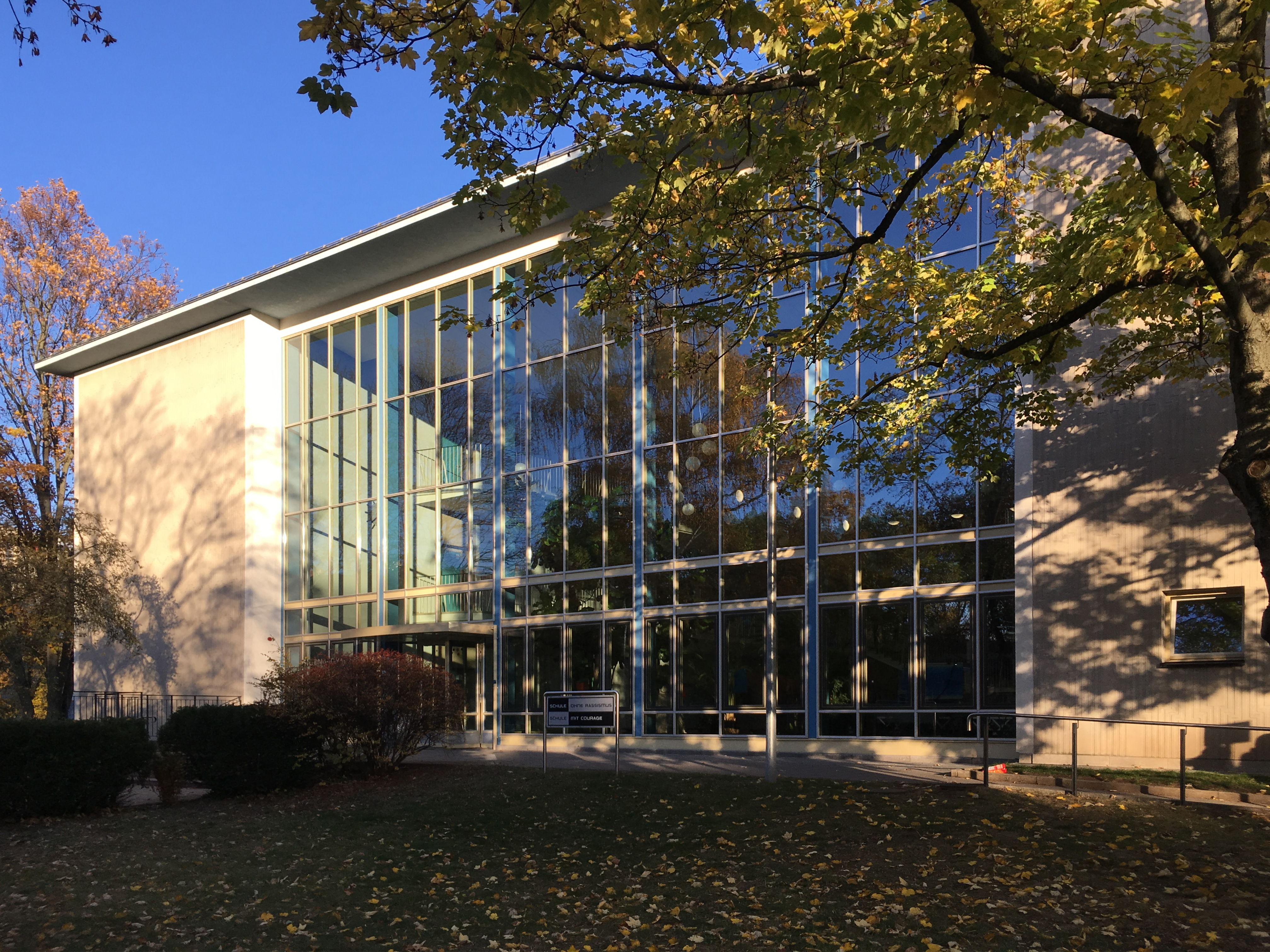
Sigena-Gymnasium, Nürnberg

## Werdegang
Seegy kam als Sohn des Nürnberger Stadtbaurats Otto Seegy (1859–1939) zur Welt. Er besuchte Volksschule und Gymnasium in Nürnberg. Nach dem Abitur 1929 studierte er Architektur an der Technischen Hochschule Stuttgart, an der er 1934 die Diplom-Hauptprüfung ablegte, und promovierte 1937 zum Dr.-Ing. Er war zunächst Mitarbeiter verschiedener Architekturbüros in Stuttgart. Später übernahm er im höheren Verwaltungsdienst leitende Stellungen bei der Staatsbauverwaltung in München, Nürnberg und Erlangen. Von 1940 bis 1945 war er Baurat bei der Stadt Nürnberg. Nach Ende des Zweiten Weltkriegs machte er sich als Architekt selbständig.
Er wurde 1948 als Vertreter einer parteilosen Liste freischaffender Architekten und Künstler Stadtrat in Nürnberg. Im gleichen Jahr wurde er als Mitbegründer geschäftsführender Vorsitzender des Aufbaukuratoriums für Nürnberg, 1949 Vorsitzender des Baukunstbeirates und des Kulturbeirates. 1952 wurde er außerdem Mitglied des Bayerischen Landesbaukunstausschusses.
Von 1952 bis 1954 und wieder ab 1959 war er Vorsitzender des Landesverbands Bayern im Bund Deutscher Architekten (BDA) und ab 1954 stellvertretender Präsident des BDA. Als Vertreter der Gruppe der Freien Berufe war er von Januar 1956 bis Dezember 1961 Mitglied des Bayerischen Senats.
Von ihm stammen mehrere Schriften zur Theorie des Städtebaus.
Seegy ist in der Liste von Persönlichkeiten der Stadt Nürnberg und in der Liste der Mitglieder des Bayerischen Senats eingetragen.

## Bauten

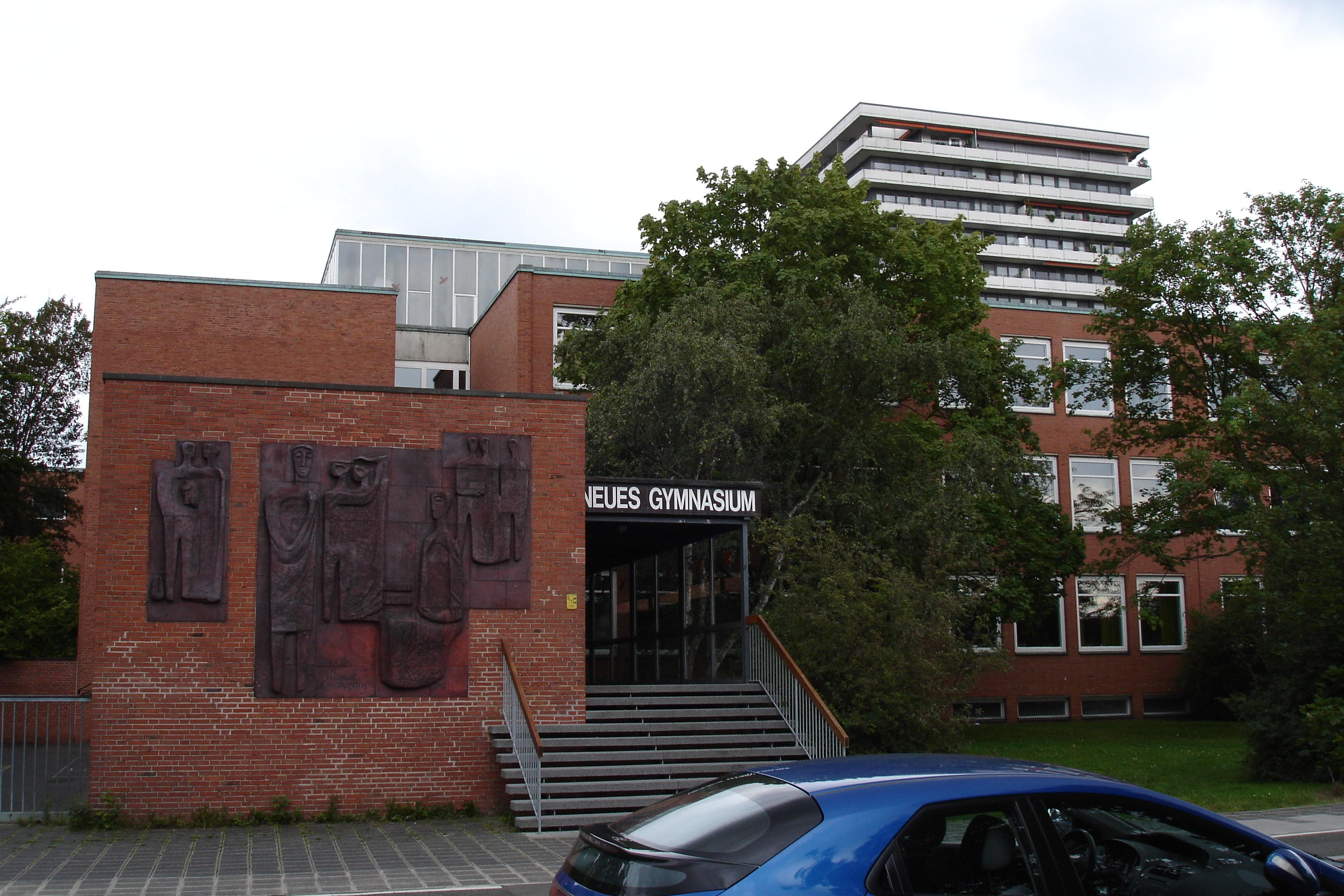
Neues Gymnasium, Nürnberg

- 1949: Siedlerhaus auf dem Gelände der Deutschen Bauausstellung an der Allersberger Straße
- 1951: Rudolf-Steiner-Schule, Steinplattenweg 25, Nürnberg[1]
- 1953: Ehemaliges Autohaus Krauss GmbH, mit Robert L. und Eduard Kappler (unter Denkmalschutz)
- 1955–1956: Wohnanlage am Linde-Stadion, Carl-von-Linde-Straße 10–24, Nürnberg[2][3] (unter Denkmalschutz)
- 1957–1958: Sigena-Gymnasium, Nürnberg mit Max Timme (unter Denkmalschutz)
- 1957–1961: Neues Gymnasium, Nürnberg (unter Denkmalschutz)
- 1970–1971: Ehemalige Gaststätte Faberhof in Dürrenhembach bei Pyrbaum
- 1978: Umbau der Ruine des Katharinenklosters, Nürnberg als Erweiterung der Zentralbibliothek

## Preise und Ehrungen
- 1954: Ehrenvorsitzender des Landesverbandes Bayern des Bundes Deutscher Architekten
- 1955: Preis der Stadt Nürnberg
- 1982: Heinrich-Tessenow-Medaille
- 1984: Bürgermedaille der Stadt Nürnberg
- 1962: Bayerischer Verdienstorden